# Typhonium vermiforme
Typhonium vermiforme är en kallaväxtart som beskrevs av Van Dzu Nguyen och Thomas Bernard Croat. Typhonium vermiforme ingår i släktet Typhonium och familjen kallaväxter. Inga underarter finns listade.